# Schloss Peterswaldau

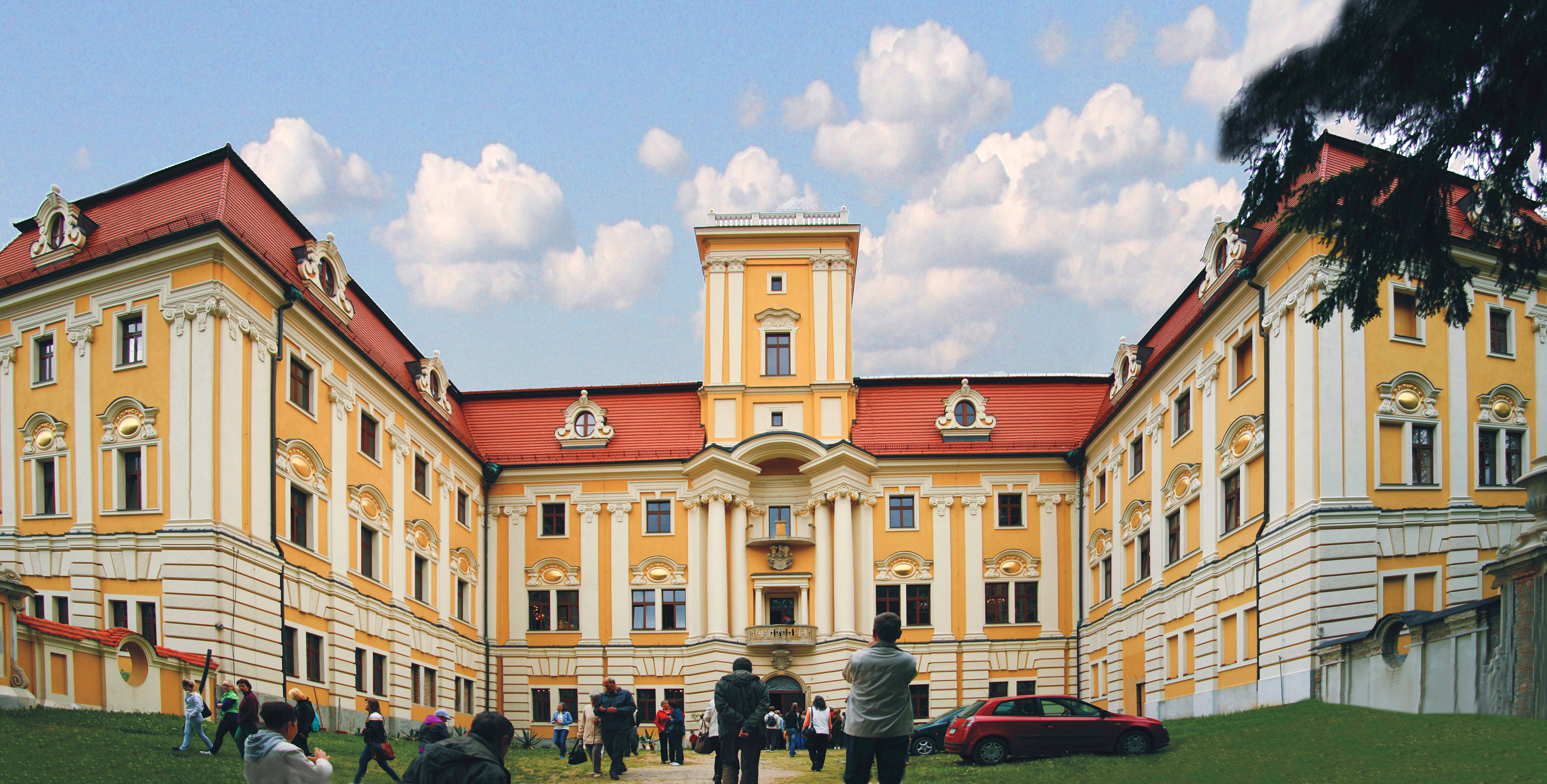
Schloss Peterswaldau – Zustand 2008

Das Schloss Peterswaldau (polnisch Zamek w Pieszycach) befindet sich in Pieszyce (Peterswaldau) im Powiat Dzierżoniowski der Woiwodschaft Niederschlesien in Polen.

## Geschichte

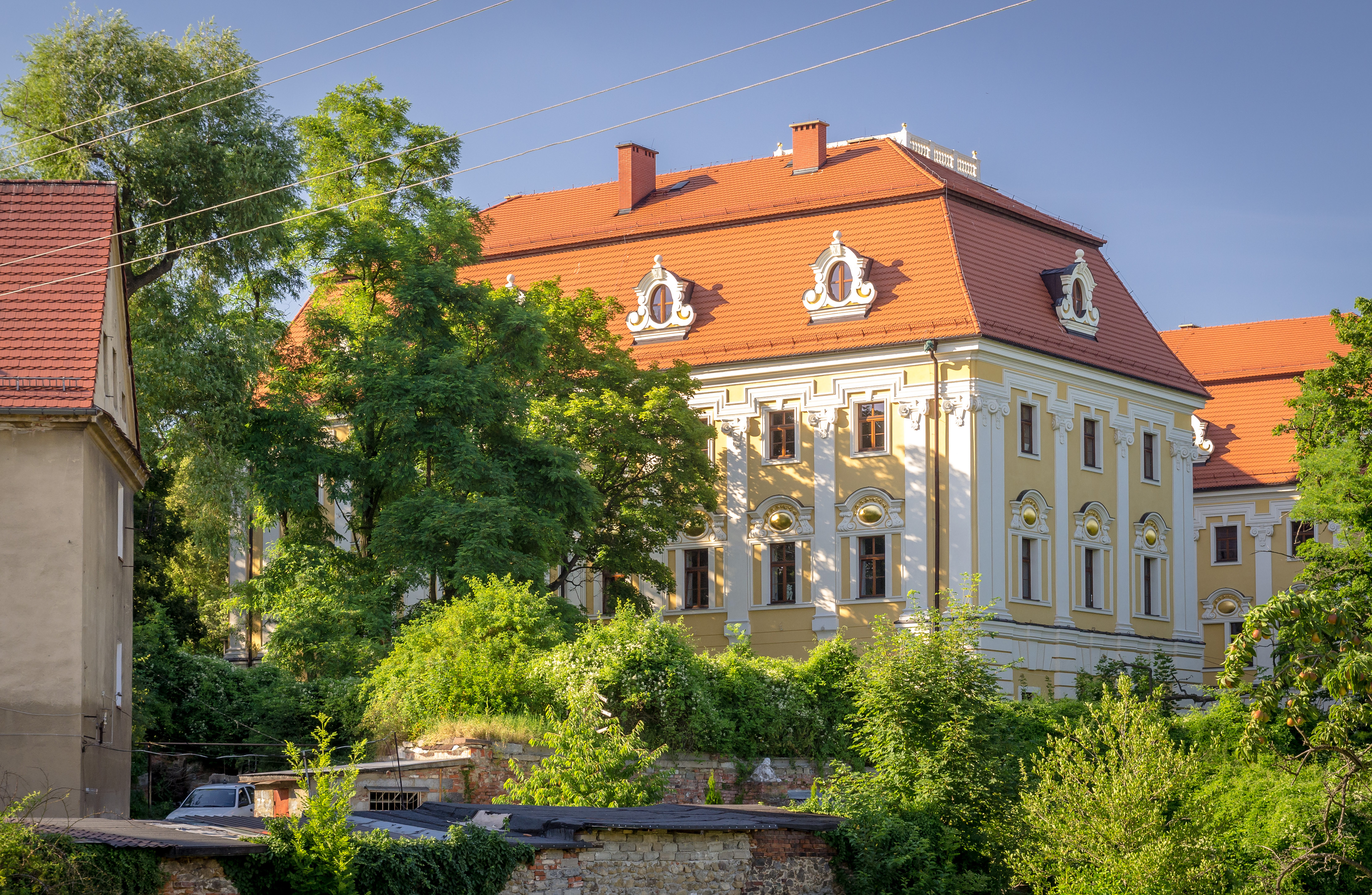
Südflügel

Zwischen dem 14. und 16. Jahrhundert, als die von Peterswaldau Besitzer des Ortes waren, wurde ein Festes Haus errichtet. Nach Brandzerstörungen wurde 1581 das Schloss im Stil der Renaissance „auf wälsche Art“ wiedererrichtet. Nach 1597 war Adam von Reibnitz Besitzer, wonach der Ort durch Heirat an die von Gellhorn gelangte. Friedrich Freiherr von Gellhorn ließ von 1615 bis 1617 einen dreiflügeligen Spätrenaissancebau errichten und 1643 mit Mauer, Graben und Zugbrücke befestigen Das vorherige Schloss wurde als Wirtschaftsgebäude weitergenutzt. Aus einer Beschreibung von 1669 geht hervor, dass das Schloss drei Stockwerke hoch war, 28 Zwerchhäuser trug, zwei Seitenflügel hatte und in der Mitte einen ziegelgedeckten viereckigen Turm hatte.
Im Jahr 1707 kam der kurz vorher geadelte Bernhard Bonit „von Mohrenthal“ in Besitz des Schlosses. Um 1710 wurde das Schloss von dem Landeshuter Architekten und Baumeister Martin Frantz zu einem dreiflügeligen Barockschloss umgestaltet. Nach Plänen von Martin Frantz wurde die Anlage umgebaut und das Satteldach durch ein Mansarddach ersetzt. Die Fassaden und Fenstergewände wurden überputzt und mit Sockelgeschoss und aufgeköpften Gesims barock umgestaltet. Ein zentraler Risalit im Mittelflügel wird durch Kolossalsäulen und über Ecke gestelltes Postament gebildet. Das Hauptportal trägt das Wappen der Bauherren, während über dem Mittelbalkon das Wappen der von Gellhorn angebracht ist.
Nach Konkurs Mohrenthals erwarb 1719 Erdmann II. Graf von Promnitz die Herrschaft und ließ 1721 bis 1730 den Festsaal doppelgeschossig erweitern und in eine Schlosskapelle umwandeln, in der sich bis 1945 eine Barockorgel befand. Graf Christian Friedrich zu Stolberg-Wernigerode ließ 1782 die barocke Turmhaube durch eine Aussichtsplattform ersetzte. Nachfolger des Bauherrn war sein zweiter Sohn Graf Ferdinand zu Stolberg-Wernigerode (1775–1854), liiert mit Gräfin Marie Agnes zu Stolberg-Stolberg. Mit dem Herrensitz Peterswaldau war ein erblicher Sitz im Preußischen Herrenhaus verbunden. Erbe als Majoratsherr der Fideikommissherrschaft Peterswaldau wurde Graf Franz zu Stolberg (1815–1888), katholisch seit 1854, verheiratet mit der aus Belgien stammenden Gräfin Clothilde Robiano-Borsbeck. Deren Nachfolge trat Graf Anton zu Stolberg (1864–1905) an. Er war mit Elisabeth Bona Gräfin von Waldburg zu Wolfegg und Waldsee verheiratet und wurde im Adressbuch der Millionäre erwähnt. Letzter Grundbesitzer auf Peterswaldau wurde ihr Sohn Franz-Xaver zu Stolberg (1894–1947), der zwei Jahre nach Kriegsende in Polen starb.
Ab 1933 wurden die meisten Räume des Schlosses durch den Reichsarbeitsdienst requiriert, ab 1939 das gesamte Schloss für Flüchtlinge aus Ostoberschlesien. Zeitweise wurden Luftkriegsgeschädigte und Zwangsarbeiter einquartiert.
Das Schloss gehört zu den größten Bauten dieser Art in Niederschlesien. Es hat 60 Räume mit insgesamt 3000 Quadratmetern Nutzfläche. Die Fassaden des Erdgeschosses sind mit Bossenwerk gestaltet, die Fassaden des ersten und zweiten Obergeschosses sind mit ionischen Pilastern gegliedert. Das Mansarddach ist mit Dachziegeln gedeckt. Der Turm über dem Haupteingang ist mit einer Balustrade bekrönt.
Während des Zweiten Weltkriegs diente es als Flüchtlingslager, dann als Frauengefängnis. Nach 1945 bis etwa 1970 beherbergte es ein Jugendferienheim, danach blieb es verlassen.
Das Schloss wurde aber bereits am 6. Juni 1957 unter Nr. 462 in das Verzeichnis der Baudenkmäler der Woiwodschaft Niederschlesien eingetragen. Im Dezember 2000 wurde es von Alicja und Marian Hajduk aus Las Vegas, USA, erworben und anschließend renoviert.

## Schlossgarten
Der Schlossgarten war seit dem 17. Jahrhundert weit bekannt und galt als einer der bemerkenswertesten Schlesiens und hatte damals exotische Pflanze, ein ausgemaltes Lusthaus, Fontänen und Statuen. Nach 1765 gab es noch einen Lustgarten mit vierteiligem Parterre und Nutzgarten. Vermutlich im Auftrag von Graf Christian Friedrich zu Stolberg-Wernigerode wurde ein Landschaftspark angelegt, welcher im 19. Jahrhundert erheblich erweitert wurde. Heute finden sich in der Anlage noch Reste der historischen Gartenarchitektur wie ein empfindsames Denkmal „des Wohltuns und der Dankbarkeit“.